# Antoniny (obwód chmielnicki)
Antoniny (ukr. Антоніни) – osiedle typu miejskiego na Ukrainie, w rejonie krasiłowskim obwodu chmielnickiego.

## Historia
Pierwotnie własność Lubomirskich, następnie Sanguszków i Potockich.
Eustachy Erazm Sanguszko został właścicielem Antonin po śmierci ojca Hieronima Janusza. Wraz z żoną Klementyną z Czartoryskich założył w Antoninach piękny ogród z różnorodną roślinnością.
Pod rozbiorami siedziba gminy Antoniny w powiecie zasławskim guberni wołyńskiej.
W czasie wypadków 1917 roku stacjonował tu oddział partyzancki Feliksa Jaworskiego, dzięki któremu ocalało wiele rodzin szlacheckich z okolicy.

[październik 1917]: W Antoninach było wtedy spokojnie, bezpiecznie jak za starego régime. Ponieważ ruch chłopski szedł od Kijowszczyzny i Podola, więcej na zachód wysunięte Antoniny miały dopiero za kilka tygodni przeżywać to, co u nas osiągnęło już swoją pełnię. Pluton Jaworczyków stał w samych Antoninach, a do odległych o siedem wiorst Kremeńczug (cukrownia „Antoniny”) zjechało trzydziestu artylerzystów Polaków, bez armat wprawdzie jeszcze i bez broni, lecz wiele obiecujących (…) W owym pamiętnym grudniu 1917 w Antoninach stały dwie odrębne organizacje wojskowe, wzajemnie od siebie niezależne (…) świeżo powstający 2. pułk ułanów, formułujący się na Wołyniu z polecenia jenerała Dowbora-Muśnickiego, i znany już oddział Jaworskiego, niegdyś batalion szturmowy imienia jenerała Korniłowa, później oddział partyzancki, luźnie przyłączony do VII rosyjskiej Armii (…) Cały kraj stanowił już jedną pustynię, a na tle owej pustyni, po której przelewało się morze anarchii Antoniny stały odosobnione jak wyspa. Wyzywające swoim bogactwem i pięknością, prowokujące Pilawami na słupach granicznych – urągały rozszalałemu żywiołowi chłopstwa i grabieżczych band żołnierskich. Toteż chronił się do nich kto mógł. Wszystkie pomieszkania, nie zajęte przez wojskowych, wszystkie dwory i dworki, domy, domki i domeczki były napchane ludźmi, którzy ściągali pod opiekę polskich wojsk. (…) Najbliższe folwarki: Józin, Bułajówka i Wolica stały nienaruszone.

## Zabytki

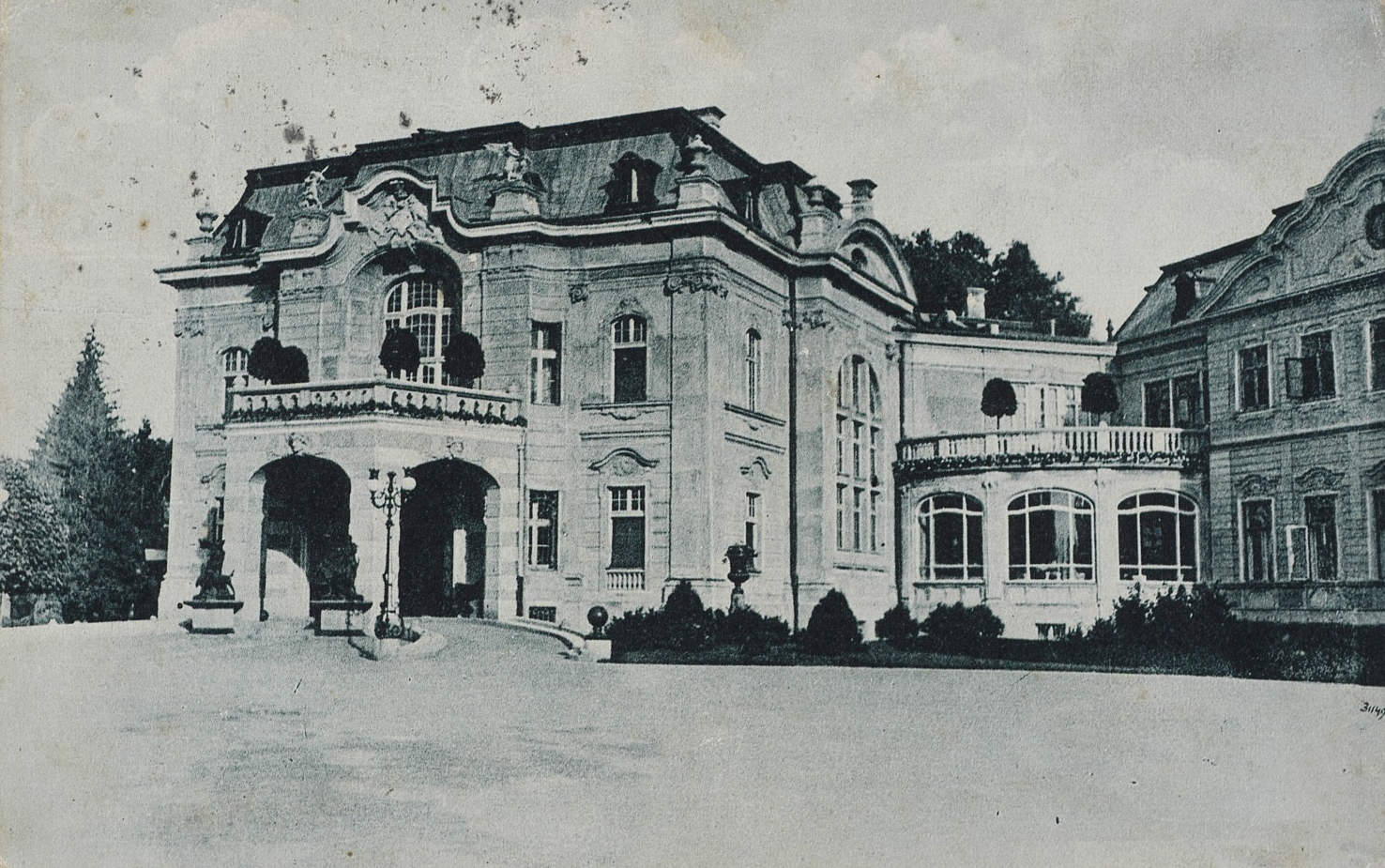
Nieistniejący pałac w Antoninach

- pałac – w Antoninach znajdował się pałac w stylu neobarokowym przebudowany według projektu architekta François Arveuf z wielką kolekcją obrazów m.in. Matejki, Fałata oraz porcelany i książek. W 1919 r. pałac został spalony przez żołnierzy bolszewickich. Najtragiczniejsze dni posiadłości opisała Zofia Kossak w swojej powieści „Pożoga”. Ostatnim właścicielem Antonin był Józef Mikołaj Potocki.

Po zespole pałacowym ocalały:
- brama wjazdowa z herbami Pilawą Potockich i Pogonią Sanguszków,
- park krajobrazowy z XIX wieku,
- budynek kordegardy,
- stajnie.

## Stadnina
Początkowo Roman Sanguszko urządzał wyścigi konne w swojej letniej rezydencji w Antoninach. Dopiero hrabia Józef Potocki po odziedziczeniu dóbr Antonińskich przeprowadził tam stajnię z Satanowa w roku 1882. Od tego czasu prowadził tu hodowlę koni czystej krwi arabskiej. Dzięki reproduktorom zakupionych przez hrabiego z Bliskiego Wschodu w stadninie wyhodowano wiele wybitnych koni (m.in. Skowronek) oraz została ona jedną z najbardziej cenionych hodowli na świecie. 
Stadnina przetrwała do roku 1918/19, kiedy to została zdewastowana, a większość jej zasobów przepadło.

## Urodzeni w Antoninach
- Irena Piasecka – członkini ZWZ-AK.
- Wiktor Józef Podoski – porucznik rezerwy kawalerii Wojska Polskiego, dyplomata.
- Roman Stanisław Sanguszko – polski książę i działacz społeczny.
- Stanisław Henryk Szczucki – rotmistrz kawalerii Wojska Polskiego, ofiara zbrodni katyńskiej.

## Galeria

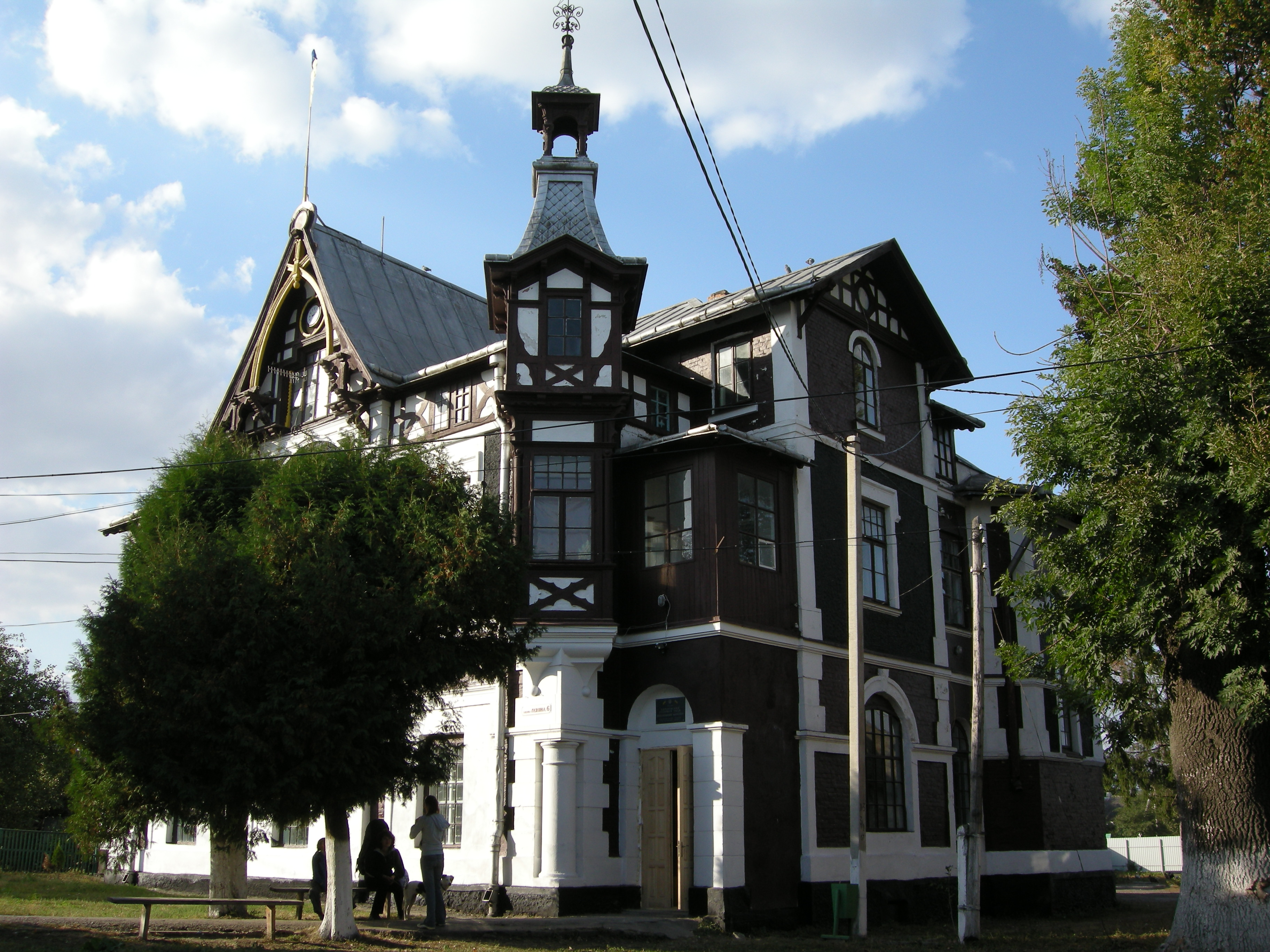
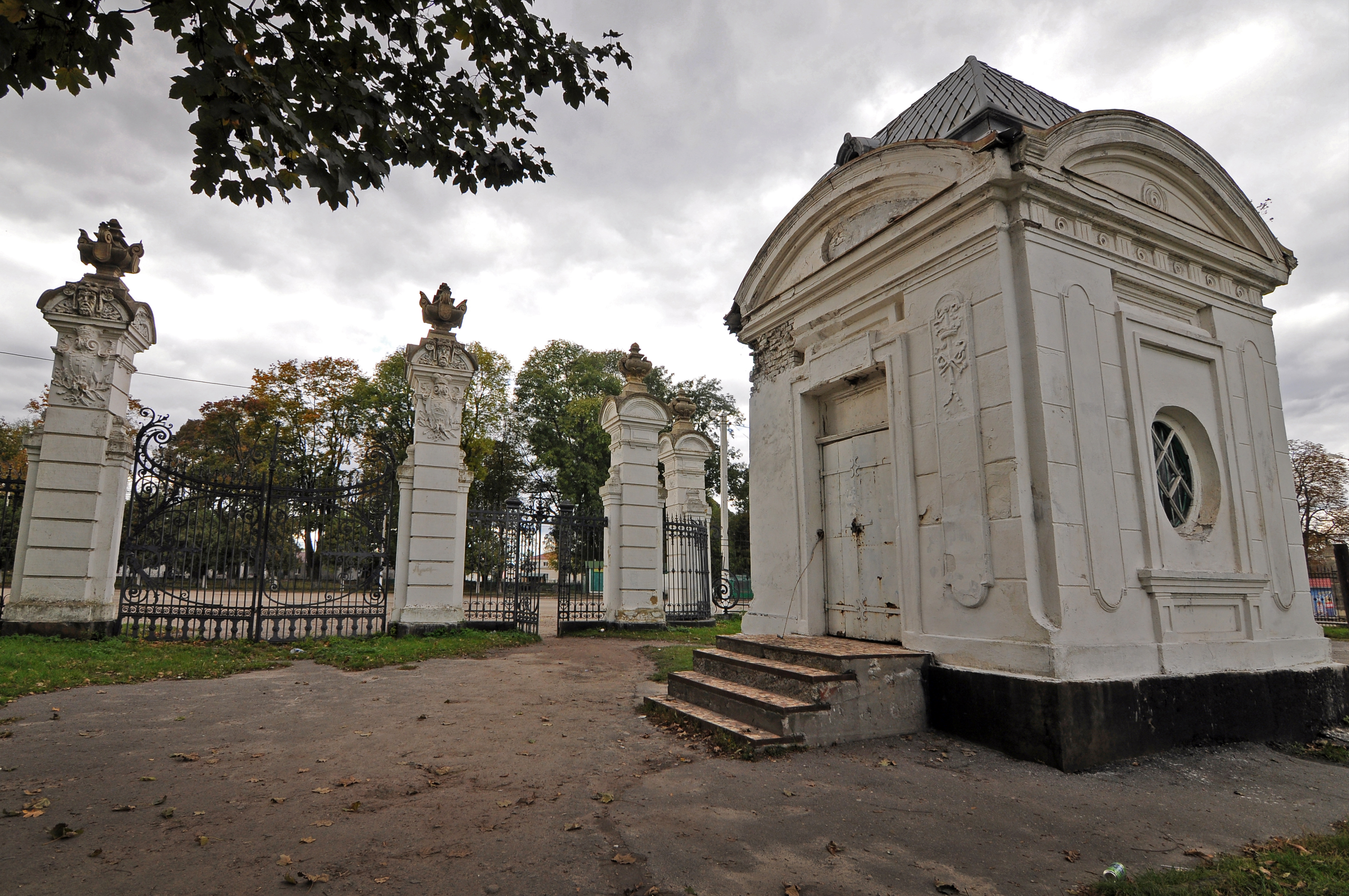
Budynek bramny
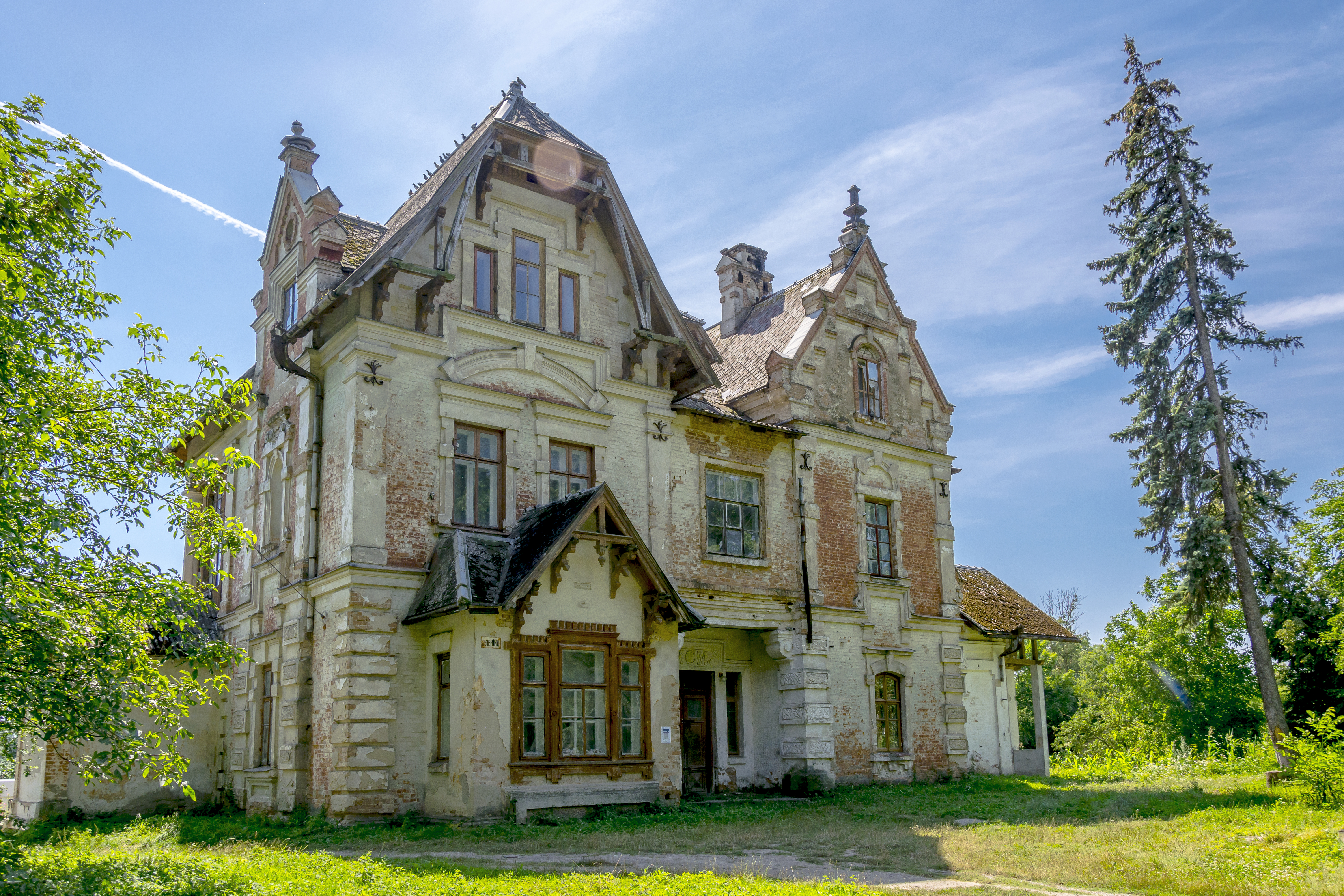
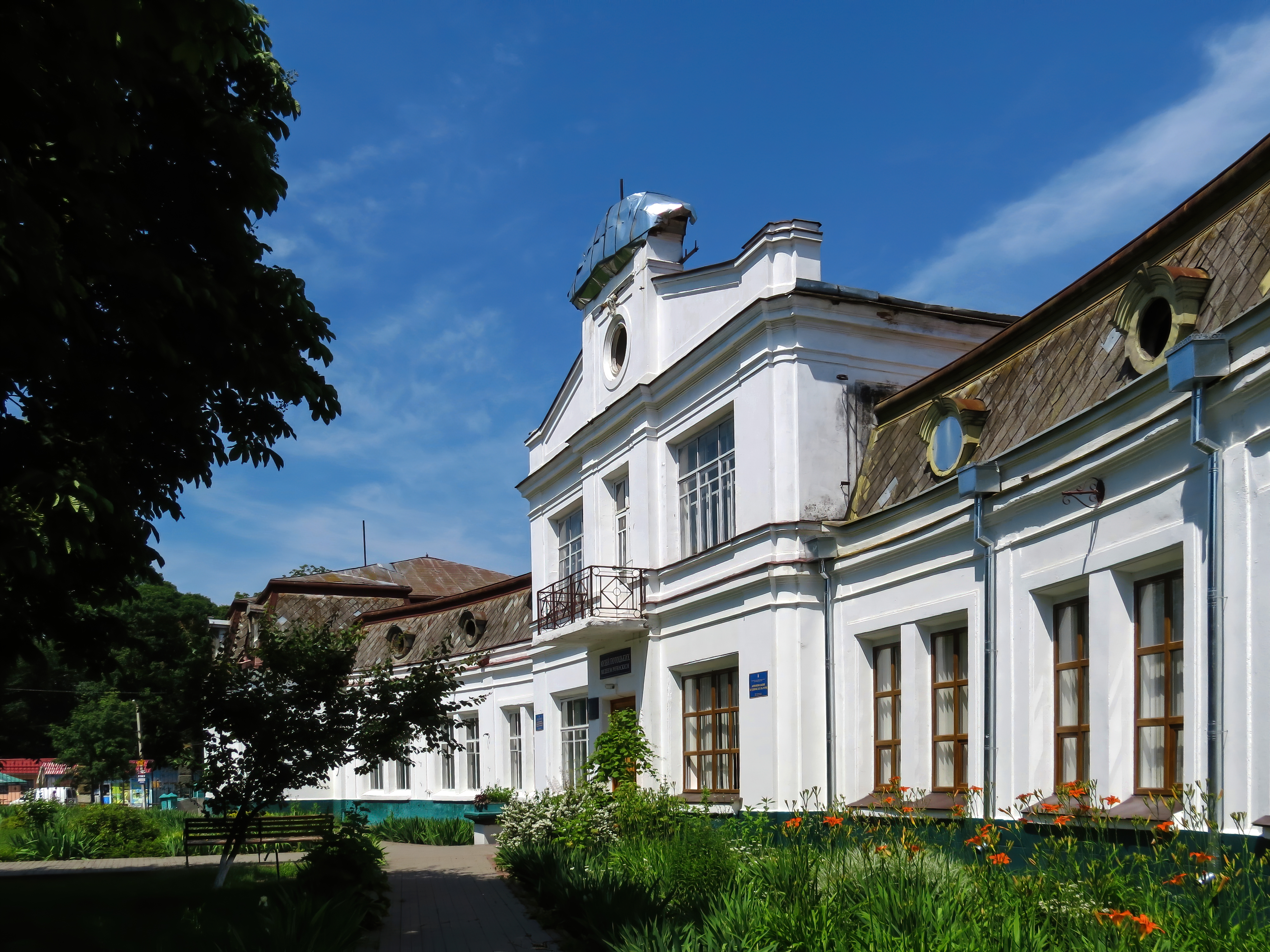
Wozownia
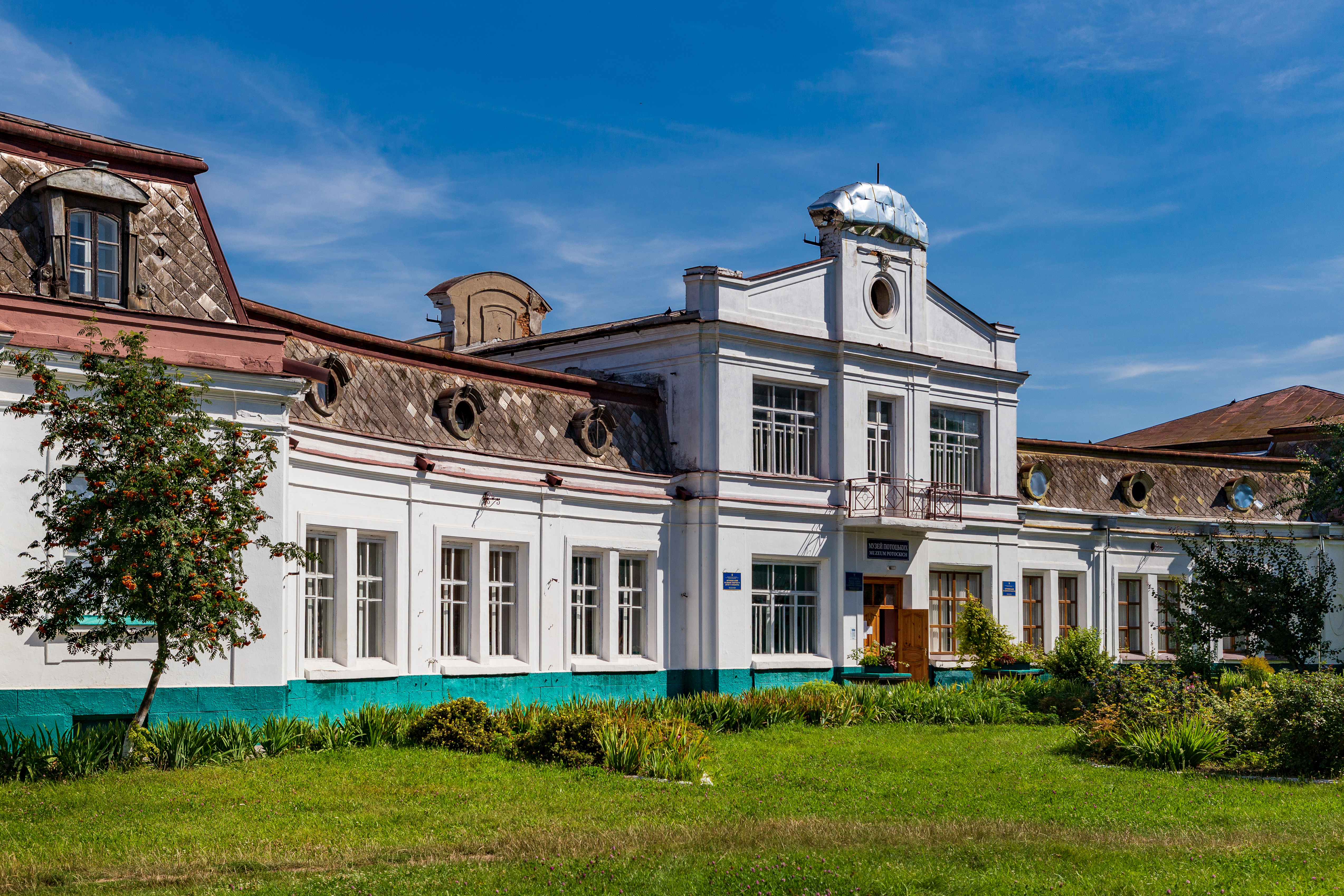
Wozownia od ulicy